# Jamar Wilson
Jamar Wilson, né le 22 février 1984, dans le Bronx, à New York, est un joueur américain de basket-ball ayant également la citoyenneté finlandaise. Il évolue au poste de meneur.

## Biographie
Au mois de juin 2019, il s'engage avec la JL Bourg pour la saison 2019-2020 de Jeep Élite. Avec la signature d'Ognjen Carapic (en) au mois de décembre, il perd du temps de jeu et trouve accord avec le club au mois de février afin de rompre son contrat. Il signe alors dans le championnat finlandais avec le Joensuun Kataja pour la fin de saison.
La fin de saison étant écourtée par la pandémie de Covid-19, il ne joue que cinq matchs avec son nouveau club mais prend rapidement ses marques en scorant 18,4 points et en délivrant 5,4 passes en moyenne par match. Malgré une option lui permettant d'être transféré à l'étranger et une offre d'un contrat de deux ans de la part d'un club français, il prolonge avec le club finlandais pour deux saisons supplémentaires au mois de juin 2020.